# Dragutin Tadijanović
Dragutin Tadijanović, znan i po pseudonimu Margan Tadeon (Rastušje, kod Sl. Broda, 4. studenoga 1905. – Zagreb, 27. lipnja 2007.), bio je hrvatski pjesnik, ravnatelj Instituta za književnost JAZU-a, predsjednik Društva književnika Hrvatske, predložen za Nobelovu nagradu, počasni građanin grada Zagreba.

## Životopis

### Rani život, obrazovanje i zaposlenja
Dragutin Tadijanović rođen je 4. studenoga 1905. godine u Rastušju, kod Slavonskog Broda, kao najstarije od šestero djece zemljoradnika Emerika (Mirka) Tadijanovića i Magdalene (Mande) rođ. Kegljen. Pohađao je Nižu pučku školu u susjednom selu Podvinju (1912. – 1916.) i u Slavonskom Brodu peti razred i prvo polugodište šestog razreda Više pučke škole (1916. – 1918.), a 1918. godine iz šestoga razreda Više pučke škole prešao je u drugi razred Realne gimnazije. Od jeseni 1920. godine, stanujući u brodskom samostanu, kao učenik petog razreda gimnazije, piše pjesme, napisavši devet pjesama. U Zagrebu je na Gospodarsko-šumarskom fakultetu upisao studij šumarstva (1925.), ali je kasnije prešao na Filozofski fakultet (povijest južnoslavenske književnosti i filozofija, 1928.). Diploma Filozofskog fakulteta Sveučilišta u Zagrebu izdana mu je 1937. godine.
Radio je kao urednik službenog lista Narodne novine (1935. – 1940.), te kao prosvjetni viši pristav u Banovini Hrvatskoj i honorarni nastavnik na Akademiji likovnih umjetnosti u Zagrebu (1939. – 1945.). Bio je urednik edicije Djela hrvatskih pisaca Izdavačkog poduzeća Zora i Hrvatski pjesnici u Matice hrvatske. Također bio je ravnatelj Instituta za književnost JAZU-a (do umirovljenja 1973.). Radio je i u Društvu književnika Hrvatske, kojega je bio i predsjednik (1964. – 1965.).

### Književni rad
Prvu pjesmu "Tužna jesen" objavio je u đačkoj Omladini 1922. godine pod pseudonimom Margan Tadeon, a pod svojim imenom počinje objavljivati 1930. godine u Književniku ("Pjesma mom srcu")  i Hrvatskoj reviji ("Jednostavne pjesme
o ljiljanima"), te u zajedničkoj zbirki Lirika šestorice (jedanaest pjesama). Objavio je oko 500 pjesama u dvadesetak zbirki, a priredio je i nekoliko izdanja vlastitih izabranih i sabranih djela.
Pojavivši se u književnosti u doba još živih odjeka moderne, ekspresionizma i najave tzv. socijalne književnosti, umjesto priklanjanja bilo kojoj struji, Tadijanović se jednostavnim i depateriziranim govorom opredijelio za intimne i zavičajne teme. Uvažavajući životne činjenice u njihovoj goloj pojavnosti, on se nesvjesno (na izričajnom i slikovnom, ali ne i na semantičkom planu) približio naivi i "vjeri umjetnika u mogućnost stvaranja ravnoteže sa svijetom".
Iako u sedamdesetogodišnjem pjesnikovanju nema bitnih promjena, odnosno unutarpoetičkih radikalnih lomova u pogledu motivsko-tematskog izbora, statusa lirskog subjekta ili izražajnoga repertoara, pa niti velikih oscilacija u recepciji, kritika je sklona razmjerno opsežan i ujednačen Tadijanovićev opus razmatrati u nekoliko karakterističnih faza.
U prvoj (1920. – 35.) mladi pjesnik napustivši zavičaj te prešavši u Zagreb, ostaje mitski povezan s prirodom i djetinjstvom rodnoga Rastušja. U pjesmama "Visoka žuta žita", "Lelija", "Žene pod orahom", "Dugo u noć, u zimsku bijelu noć", "Daleko su od mene oranice", "Htio bih pokidati žice", "Sunce nad oranicama", "Da sam ja učiteljica", "Moja baka blagosilje žito" i inima on nudi "autentičnost izgubljenog djetinjstva kao arhetipske vrijednosti". Gubitak zavičajnih veza pokazuje se kao gubitak kontakta s mjestom pripadanja, pa njegovom lirikom prevladava osjećaj osamljenosti i otuđenosti. Čežnja za izgubljenim svijetom rezultirala je njegovom idealnom rekonstrukcijom koju karakterizira jednostavan i jasan jezik, stil prividne naivnosti i spontanosti te povratak kao ključna tema. Uvjeren u podudarnost svijeta i govora, mladi Tadijanović jednako je uvjeren u mogućnost izravnog prenošenja vanjskog svijeta u pjesmu, pa sve do "Večeri nad gradom" (1936.) on računa na jasni i izrecivi predmetni svijet.
Prijelaz u novo razdoblje u znaku je sve očitijeg suprotstavljanja urbanoga i ruralnoga, europskoga i zavičajnoga, prošlosti i budućnosti, tj. traženja novih uporišta umjesto dotadašnje sentimentalne privrženosti zavičajnom krajoliku i njegovoj pomalo naivnoj romantičarskoj slici. Gubitak veza sa zavičajem, djetinjstvom i oranicama sve se jasnije pokazuje kao gubitak kontakta sa smislom života, čime se pjesnik dotiče ne samo egzistencijalističke, već i ontološke strane čovjekova života. Rodno Rastušje prerasta u idealiziranu i nedostižnu sliku arkadijski priprosta i sretna svijeta, a autor intimističke kronike svoje novo utočište pronalazi unutar stiliziranog poetskog teksta.
Prekinuvši višegodišnju šutnju (1945. – 51.) "Elegijom o pjesniku koji nije dugo godina pjevao" (1953.), Tadijanovićeva lirska fraza postaje preciznija i eksplicitnija, lirski subjekt kritički distanciran, nerijetko ironičan i autoironičan, skeptičan i rezigniran, nenametljivo meditativan i kontemplativan, ali i dalje nesklon i imaginativnosti i eksperimentu. Pozornost sa Slavonije i Rastušja, kao doskora središnjega poetskog objekta, sada se preusmjerava prema novim, u prvom redu urbano-povijesnim i metapoetsko-intertekstualnim sadržajima ("Prsten", "Kad me više ne bude", "Na grobu George Trakla", "Ljudski vijek", "Želiš li napisati pjesmu", "Razgovor sa sjenom visoke planine", "Sjeni Julija Klovića"). Sa zbirkom Prijateljstvo riječi (1981.) pjesnik raskida s idealiziranim, bukoličkim karakterom svojeg pjesništva, a s Kruhom svagdanjim (1986.) sasvim prekida izravne veze s Rastušjem.
No, vitalizam njegove prve faze, koji se očitovao kao svijest o neponovljivosti doživljaja, i dalje je aktivan. Iako zna da je sve rečeno, svjestan je neponovljivosti ljudskoga govora i činjenice kako su pjesme bitan sadržaj svijeta. Iskustvena im se podloga dvojako očituje u opjevavanju konkretnih detalja i u navođenju mjesta i vremena nastanka pjesme. Dok prvim postupkom njegova lirika postaje naglašeno autobiografična, a lirski svijet zatvoren svojom konkretnošću, drugim on pokazuje smisao za filološko potvrđivanje svojih pjesama, odnosno za situiranje pjesama u stvarni kontekst čime se uklanja moguća metaforičnost i daje "jasan pečat pjesnikove nazočnosti" (A. Stamać). I najnovije mu pjesme čuvaju ispovjedno-meditativni te povremeno rezignirajući ton, brojne literarne aluzije, citati, kolažiranje i apostrofiranje upućuju na intertekstualne i metalinearne poticaje, dok tematiziranje vlastite pozicije pjesničkoga subjekta i konteksta nastanka pjesme govori o izrazitoj poetskoj samosvijesti ("More u meni", "Oblak", "Ljudsko govorenje", "Što li je s mojom pjesmom u Kini", "Spomen na moga pobracima Josipa Berkovića 1905-1944", "Na stolu kruh", "Sve već rečeno", "Grozd", "U sjeni mrke krošnje", "Očenaš Lema Kamena", "U smrt Antuna Šoljana", "Pjesanca svetome Vlahi u Dubrovniku").      
Iako katkad zna prihvatiti izazove ne samo novih tema već i oblika ("gluhi soneti", haiku), Tadijanović je u osnovi ostao vjeran svojim polazištima. Nastavljajući se na tradiciju slobodnoga stiha od Kamova do Krleže i A. B. Šimića, on je artificijelnu prozodiju tonskoga stiha, preusmjerio prema govornom tipu stiha ostavši autentični pjesnik prodora svakodnevnog govora. Naročitu ulogu u građenju stiha posvećuje pauzama i stilogenome pozicioniranju pridjeva, pa je – uza sklonost prema sintaktičkim ponavljanjima, sporom tempu i ritmu, narodnom osmercu i desetercu te daktilskom početku, a naročito završetku stiha - Tadijanovićev stih poprimio izrazito individualne značajke. I vokabular mu je jednostavan i biran, stil anegdotalan i lapidaran, formiran pod utjecajem Biblije, narodne pjesme te Šimića, Leopardija i Hölderlina. Sve to pridonosi komunikativnosti njegove lirike koju je moderno pjesništvo upravo gubilo. Zadržavši otvoren odnos prema svakidašnjim egzistencijalnim pitanjima, često banalnim iskustvima i situacijama, ovaj lirski "kralj Mida, koji pretvara u poeziju, sve što dotakne" (Z. Mrkonjić) meditativnu dubinu postiže "isključivo intenzitetom afektivnog odnosa prema svijetu" (T. Maroević).
Nazvan "živim klasikom hrvatskog pjesništva" (Z. Zima), i "pjesnikom-institucijom" (T. Maroević), Tadijanović se nametnuo kao norma i kao standard s naročitim utjecajem na krugovašku pjesničku generaciju. O popularnosti njegove lirike na svoj način svjedoči i stalno zanimanje stručne i najšire čitalačke publike te brojna ponovljena izdanja njegovih knjiga.
Knjige pjesama i pojedine pjesme prevedene su mu na dvadesetak jezika. Neka njegova djela u svojoj je antologiji Żywe źródła iz 1996. godine s hrvatskog na poljski prevela poljska književnica i prevoditeljica Łucja Danielewska.

## Djela (izbor)
Napisao je velik broj djela, a osim ranije spomenutih, značajna su i:
- Pepeo srca (1936.)
- Dani djetinjstva (1937.)
- Tuga zemlje (1942.)
- Pjesme (1951.)
- Blagdan žetve (1956.)
- Gost u Vučedolu (1957.)
- Srebrne svirale (1960.)
- Prsten (1963.)
- Večer nad gradom (1966.)
- Pjesme i proza  (1969.)
- Poezija (1973.)
- Vezan za zemlju (1974.)
- Sabrane pjesme (1975.)
- San (1976.)
- Prijateljstvo riječi (1981.)
- Svjetiljka ljubavi (1984.)
- Moje djetinjstvo (1985.)
- Kruh svagdanji (1987.)
- More u meni (1987.)
- Dom tajnovitosti (1993.)
- Čarolije (1994.)
- Sabrana djela I.-V., Zagreb, 1988., (2. izdanje, 1995.)
- Devedeset i devet pjesama i još jedna, Zagreb, 2004.
- Neprolaznost prolaznosti, Zagreb, 2004.
- Srebrne svirale, Zagreb, 2004.
- Sabrane pjesme 1920. – 2005., Zagreb, 2005.
- Sabrana pisma 1922. – 2005., Zagreb, 2005.
- Ostani, ostani uza me, prepjevi strane poezije, Zagreb, 2005.

Prevoditeljski i urednički rad
Prevodio je Nezvala (Akrobat), Goethea, Hoelderlina, Novalisa, Heinea i druge, a uredio je velik broj izdanja sabranih djela hrvatskih pisaca (Kranjčević, Matoš, Vidrić, Polić Kamov, Ujević, Ivan Goran Kovačić i drugi).
Zanimljivosti
- Pjesma Golubinja krila objavljena mu je u Književniku, pod pseudonimom Tadeon (1928.).
- "Jutarnja zvijezda pozlaćen orah" prva je njegova pjesma prevedena na češki jezik (Otto F. Babler).
- Druga zbirka pjesama, Sunce nad oranicama, koju je objavio u vlastitoj nakladi 1933. godine, bila je zabranjena.
- Knjigu njegovih pjesama Kanto al mia koro preveo je na esperanto i izdao Josip Velebit.
- Uredio je (s Dobrišom Cesarićem i Šimom Vučetićem) pregled mlade hrvatske lirike Četrdesetorica.
- Sastavio je katalog za izložbu Sandor Petofi i izložbu A. G. Matoš, a sam je napisao Intimnu izložbu crteža iz Raba.
- U Katalogu spomen-knjige izložbe Pola vijeka hrvatske umjetnosti napisao je životopise Slikari i grafičari, Kipari, Arhitekti.
- Predložen je tri puta za Nobelovu nagradu za književnost (1996., 1997., 2005.)

Po njemu se od 2008. godine naziva nagrada koju za pjesnički životni opus posmrtno dodjeljuje HAZU. Njezini su dobitnici redom: Drago Štambuk, Luko Paljetak, Anka Petričević, Nikica Petrak, Miroslav Slavko Mađer, Ernest Fišer, Borben Vladović, Goran Gatalica, Dražen Katunarić, Stanko Krnjić i Tonći Vlaho Lazibat.

## Nagrade, odličja i priznanja (izbor)
Dobitnik je brojnih nagrada među kojima su:
- Orden rada sa zlatnim vijencem
- Zmajeva nagrada Matice srpske u Novom Sadu za knjigu Prsten (1964.)
- Povelja Pododbora Matice hrvatske kao znak priznanja za toplu ljubav prema zavičaju (1965.) u Slavonskom Brodu
- brončana medalja kipara Željka Janeša (1966.)
- Nagrada Vladimira Nazora za životno djelo (1968.)
- plaketa „Marko Marulić“ (1972.) u Žminju
- Orden zasluga za narod sa zlatnom zvijezdom (1976.) u Parizu
- Plaketa grada Zagreba
- nagrada "Tin Ujević" 1987. godine, za zbirku pjesama Kruh svagdanji
- Red kneza Trpimira s ogrlicom i Danicom, 1995.
- Red Danice hrvatske s likom Marka Marulića, 1995.
- Plaketa "Dobrojutro, more" 2000. godine, za trajan doprinos hrv. književnosti
- poeta oliveatus na manifestaciji Croatia rediviva: Ča, Kaj, Što – baštinski dani 2001. godine u Selcima na otoku Braču.